# Deák-Ébner Lajos
Deák-Ébner Lajos (Pest, 1850. július 18. – Budapest, 1934. január 20.) magyar festőművész.

## Élete
Tanulmányait Münchenben és Párizsban végezte. Itt ismerkedett meg a francia festészettel, aminek hatására Barbizonba költözött. Megismerkedett Paál Lászlóval és Munkácsy Mihállyal, akiknek stílusa meghatározó lett később művészetében. 1874-től több évig a Szolnoki Művésztelep rendszeres lakója, alkotója volt, részt vett a telep megalakításában is.
Festészetére jellemző a realisztikus ábrázolásmód, ami főleg a Szolnokon festett képein lelhető fel. A paraszti élet hiteles ábrázolója volt. 1887-1922 között a Budapesti Női Festőiskola vezetője. 1890-1890-ben Lotz Károllyal közösen megfestik a Tihanyi apátság freskóit. 1895-1899 közt a Műcsarnok falképeit festette meg.

## Családja
Felesége Vágó Ilona volt, tőle két gyermeke született, a fiatalabb Deák-Ébner Ilona, aki Budapesten született 1913-ban. Deák-Ébner Lajos halála után annak rokona, unokaöccse, Ebner Jenő (1869–1937) lett Ilona gyámja annak nagykorúsításáig, 1937-ig. Ilona ezt követően, de legkésőbb 1942-ben elhagyta Magyarországot és az Amerikai Egyesült Államokban telepedett le, itt doktorált régészettudományból, de emellett maga is festett.
Fia Deák-Ébner Dezső volt. Apja hagyatéki tárgyalásának iratai megemlítik, egy maga rendezte édesapjának temetését az ezzel kapcsolatos kiadásokat és apja halála utáni emlékkiállítás szervezését összesen 1095 Pengő értékben. Ebből következően jól szituált, vagyonnal rendelkező ember lehetett. Nagynénjének, Ebner Ottiliának (a fenti Ebner Jenő húga) 1943-as hagyatéki irataiból kiderült, hogy Deák-Ébner Dezső már 1943. szeptember 10. előtt elhunyt.

## Kiállítások
- 1873 Bécs

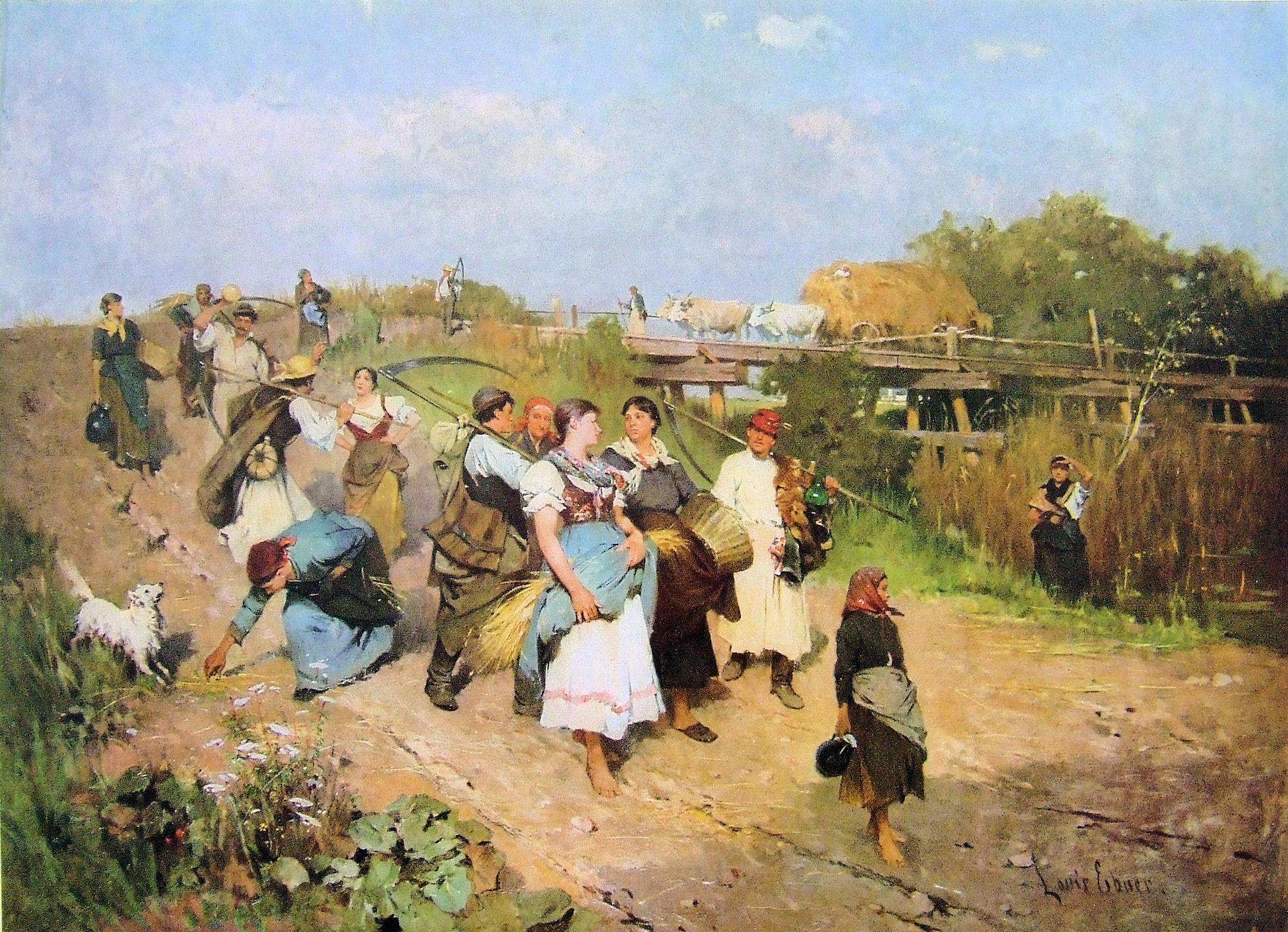
Hazatérő aratók (1881)

- 1918 Ernst Múzeum (gyűjteményes kiállítás)

## Főbb művei
- Szolnok főtere esőben (1878) (Olaj, fa, 15,5 x 23,8 cm; MNG)
- Hazatérő aratók (1881) (Olaj, vászon, 94,5 x 131 cm; MNG)
- Hajóvontatók (1885 (Olaj, vászon, 132 x 98 cm; MNG)

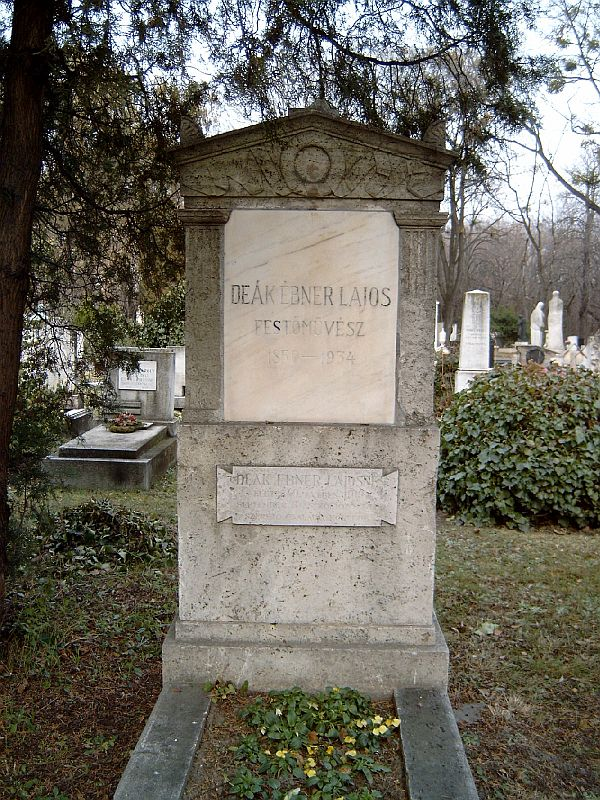
Sírja a Fiumei úti sírkertben (34-2-36).

- Kofák
- Hazatérés a tanyáról
- Nászmenet
- Húsvéti körmenet
- Szolnoki vásár